# Augustin Taurel
Pour les articles homonymes, voir Taurel.
Marie André Augustin Barreau Taurel, né le 16 février 1828 à Paris et mort le 28 octobre 1879 à Bruxelles, est un peintre et dessinateur néerlandais.

## Biographie
Augustin Taurel naît le 16 février 1828 à Paris. Il est le fils du peintre André Benoist Barreau Taurel et de Henriette Ursule Claire Thévenin. La famille s'installe à Amsterdam l'année de sa naissance, où le père Benoit devient directeur de l'école de gravure de l'Académie royale. Augustin peint et dessine des paysages et des figures. Il participe à diverses expositions des maîtres vivants. Ses frères Edouard et André Taurel choisissent également une carrière artistique.
Taurel épouse en 1865 la peintre Hélène Hamburger (nl), fille de Johan Coenraad Hamburger (nl) et Eleonora Elisabeth Fairbairn (nl). Il s'installe ensuite à Bruxelles avec son épouse et son beau-père. Il y meurt en 1879, à l'âge de 51 ans.